# Solkan híd

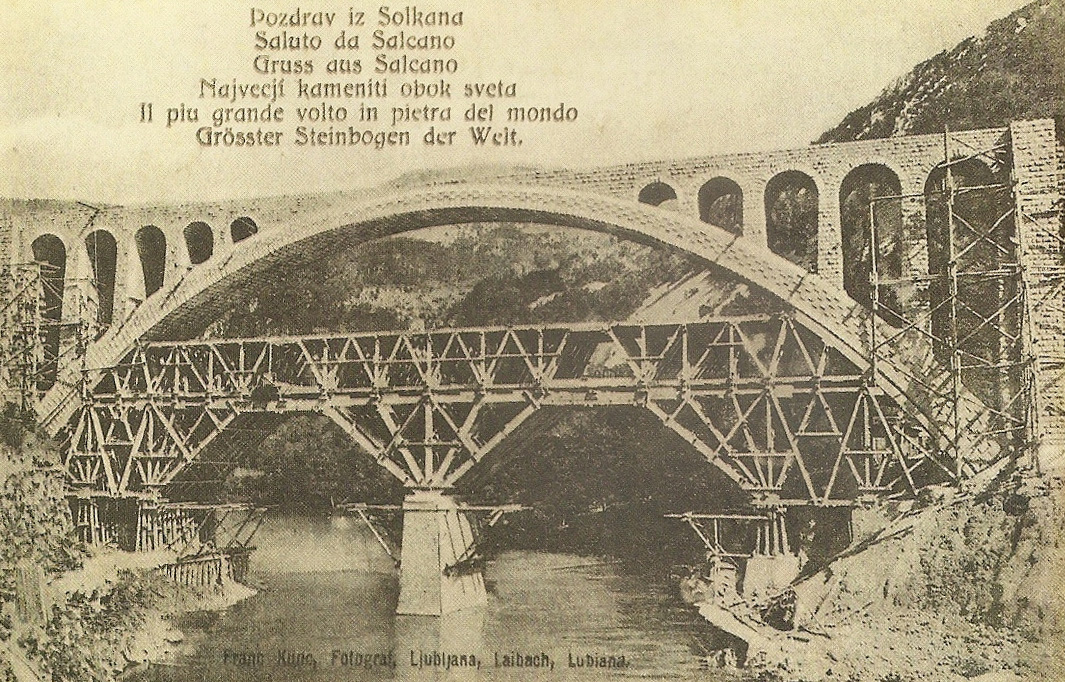
A Solkan-híd 1906-ban

A Solkan híd (szlovén nyelven: Solkanski most, olaszul: Ponte di Salcano) 219,7 méter hosszú ívhíd (a vasúti terminológiában viaduktnak hívják) Nyugat-Szlovéniában, az Isonzó folyó fölött, Nova Gorica közelében. Központi ívének szélessége 85 méter. A Solkan-híd a világ leghosszabb kőhídja és a világ leghosszabb vasúti kőhídja. A híd annak ellenére is tartja rekordját, hogy a későbbiek során már vasbeton szerkezetű hidakat építettek. A híd eredetileg a Velencei szecesszió idején épült 1900 és 1905 között és 1906-ban adták át.

## Leírása és története
A hidat Rudolf Jaussner építész és Leopold Örley mérnök tervezték, eredetileg 80 méter széles központi ívvel. A hidat a velencei Brüder Redlich und Berger építővállalat építette 1904 és 1905 közt. 1904 tavaszán az építők felismerték, hogy túl laza a talaj az építkezés adott pontján, ezért a híd ívét 85 méteresre bővítették. A híd 4533 betontömbből épült.
1906. július 19-én nyílt meg a vasútvonal Jesenice és Gorizia között, amikor is az itt áthaladó első vonaton ült Ferenc Ferdinánd.
1916 augusztusában osztrák katonák felrobbantották (930 kg ekrazit segítségével) a hidat, mikor visszavonultak Solkanból, hogy megelőzzék azt, hogy a támadó csapatok használhassák a hidat. A háborút követően az olaszok egy fémszerkezetet építettek a híd helyére, majd egy új kőhidat kezdtek el építeni 1925 áprilisában, amely 1927-re lett kész. Az új kőhíd nagy mértékben hasonlított az eredeti kőhídra, ugyanakkor az eredeti öt alpillér helyett csupán négy alpillért tartalmazott.
A második világháború alatt a híd csak minimális károkat szenvedett a bombázások során. 1944. augusztus 10-én a bombázás nem találta el a hidat, míg 1945. március 15-én bombatalálat érte a hidat, ám a robbanóeszköz nem robbant fel.

## Fordítás
- Ez a szócikk részben vagy egészben  a   Solkan Bridge című angol Wikipédia-szócikk ezen változatának fordításán alapul.  Az eredeti cikk szerkesztőit annak laptörténete sorolja fel. Ez a jelzés csupán a megfogalmazás eredetét és a szerzői jogokat jelzi, nem szolgál a cikkben szereplő információk forrásmegjelöléseként.